# 고단 (소설)
고단(godaan,गोदान) 프렘 찬드가 쓴 장편 소설이다. 농부 호리를 중심으로 하여 북부 인도의 농촌생활을 소상히 묘사하고 있다. 호리는 숙원이던 암소를 사들임으로써 불행이 속발한다. 가난한 가운데 일마저 여의치 않아 고난이 계속되고, 아내는 분노를 폭발시키지만 호리는 종교적 의무를 다하는 것으로 만족, 끝내 과로(過勞)로 숨지는데 가혹한 현실은 사후에도 사정없이 소(牛)의 공양(供養)을 강요한다. 지주를 중심으로 한 도시생활도 묘사되고, 끝으로는 도시의 대표적 인물 여의(女醫) 마르티 메헤타 교수(敎授)가 농촌 구제에 나서 도시와 농촌간의 융합에 서광이 비치기 시작한다는 내용이다.